# 1948年上海市立法委員選舉
1948年上海市立法委員選舉是指1948年中华民国立法委员选举期間，中華民國上海市境內的選舉情況。此次立法委員選舉上海共有7个正式立法委员和7个候补立法委员名额，通過区域选举和职业选举產生。

## 籌備
1948年1月7日，中國国民党上海市党部与上海市参议会召开立法委員候选人座谈会，座談會提到違法選舉者將被法辦，候選人如果有需要协助的地方，中國国民党上海市党部會予以協助。上海市市长、上海市立法委员选举事务所主任委員吳國楨還召集上海市的各区正副区长參加会议，要求維持選舉秩序，防止犯罪分子干擾選舉。
1月18日前，上海市立法委员选举事务所要將选举权证发給上海市內的住户。1月21日起，选民凭中華民國国民身份证及选举权证领取选票。上海市境內設立了156所投票所，其中职业选举投票所30所，区域选举投票所126所，区域投票所主要設在学校。上海市立法委员选举事务所邀請上海市参议会推选15名参议员出任立法委员选举开票所监察员。

## 選舉過程
上海市境內的立委选举从1月21日开始，到24日正午结束。全市所有156个投票所同时开始投票，投票後的第1天至第2天投票时间为上午8时至下午6时，第3天为上午8时至中午12时。第1日投票由于非假日，全市只有不足200000人投票。每日投票开始和结束時，都由工厂鸣笛。各投票所的门均标有立法院立法委员上海市某某区第某保选举投票所字样。投票所内用大字书写《立法院立法委員選舉罷免法施行條例》，投票所入口处的两旁设有领票处。选民領票前要先驗明选举权证及中華民國国民身份证，并在選民名册上签名盖章。经管理员核对无误后，管理员将选票连同选举权证及中華民國国民身份证一并发还選民。選民如不识字，其他人可以幫選民在候選人的名字上畫圈。投票处设有一只投票箱，投票前由督导员与投票管理员及监察员将投票箱当众启验。每日投票完毕，督导会與监察员核对发票数、领票数是否相符，再将所剩选票加封，至次日开始投票时启封。
候選人在各大马路投放竞选标语及宣传車輛，例如鄭毓秀擺放不少宣傳布条、标语、宣传车，她還用汽车在北四川路一带沿街散发宣传小册以及小卡片。方志超則在每一投票所门前贴着许多箭头，上书“选方志超者向此进”。马树礼、马君硕則派卡车接送选民。
投票結束後，吴国禎市长兼主委宣布开始计票，开票所主任陈敏书报告开票手续及废票的认定。之後進入开票流程，開票時間累計要5天。职业选举在上海市商会开票，区域选举在上海市參議會开票。開票期間电台會广播各候选人的得票累积数。选务所會告知各候选人派代表监视開票過程。日间开票时代表在投票所外监督，投票所内则仅供开票职员及新闻记者自由出入。開票後的第1天开出1184张废票，多为選民在2候选人姓名之间划圈，無法確認選民是選哪位候選人。在吴淞区第3投票所，有两票支持黄巢出任立法委員，選票上還寫有理由，說是黄巢英勇，能把坏人杀光。提篮桥区的票箱内，開票人發現有人在選票上寫著「竞选无意义，应将竞选宣传费捐作冬令救济经费」。1月28日晚间，立法委員选举计票全部完成，上海市民可获得立法委員竞选结果。

## 选举结果
| 1948年上海市立法委員選舉 | 1948年上海市立法委員選舉 | 1948年上海市立法委員選舉 | 1948年上海市立法委員選舉 |
| 應選7席，候補7席         | 應選7席，候補7席         | 應選7席，候補7席         | 應選7席，候補7席         |
| 候選人                   | 得票數                   | 當選標記                 |                          |
| ------------------------ | ------------------------ | ------------------------ | ------------------------ |
| 王新衡                   | 154 269                  |                          |                          |
| 鄭毓秀                   | 154 275                  |                          |                          |
| 朱文德                   | 145 486                  |                          |                          |
| 颜惠庆                   | 142 681                  |                          |                          |
| 方志超                   | 131 957                  |                          |                          |
| 马树礼                   | 120 148                  |                          |                          |
| 王劍鍔                   | 112 301                  |                          |                          |
| 曹俊                     | 95 154                   | 候補                     |                          |
| 马君硕                   | 86 462                   | 候補                     |                          |
| 谢仁剑                   | 59 950                   | 候補                     |                          |
| 钱剑秋                   | 36 330                   | 候補                     |                          |
| 夏孙桂                   | 5 320                    | 候補                     |                          |
| 陆梅僧                   | 4 040                    | 候補                     |                          |
| 周一志                   | 1 057                    | 候補                     |                          |
| 投票數                   | 1 257 100                | 1 257 100                |                          |
| 廢票數                   | 7 891                    | 7 891                    |                          |

## 選後
立法委員选举结果出来后，龚浩和、胡家凤等人對颜惠庆的当选不服並向法院提出选举无效。龚浩和、胡家凤認為颜惠庆實際所得票数與開票後的統計不符，而且其候选人資格有問題，應為無效。不過最終颜惠庆勝訴。